# Alexandra Ordolis
Alexandra Ordolis, née le 9 juillet 1986 à Athènes, en Grèce, est une actrice gréco-canadienne principalement connue pour avoir joué le rôle de Sœur Delphine dans la série télévisée Reign : Le Destin d'une reine (2015), Shelly dans The Mist  (2017), Ollie dans Shadowhunters (2018) et Caro dans Nurses (en) 2020.

## Jeunesse
Alexandra Ordolis est née à Athènes, en Grèce, d'un père grec et d'une mère britannique. Elle vit à Athènes pendant ses premières années, puis déménage à Montréal où elle passe la majeure partie de son enfance. Elle fréquente l'université McGill, où elle a obtient un diplôme en anglais et en philosophie en 2007, puis l'École nationale de théâtre du Canada à Montréal, de 2008 à 2011, et le Centre canadien du film de 2012 à 2013. Elle obtient le niveau 8 en ballet à la Royal Academy of Dancing.